# Calledema jocaste
Calledema jocaste är en fjärilsart som beskrevs av William Schaus 1901. Calledema jocaste ingår i släktet Calledema och familjen tandspinnare. Inga underarter finns listade i Catalogue of Life.